# Herbert Steinböck

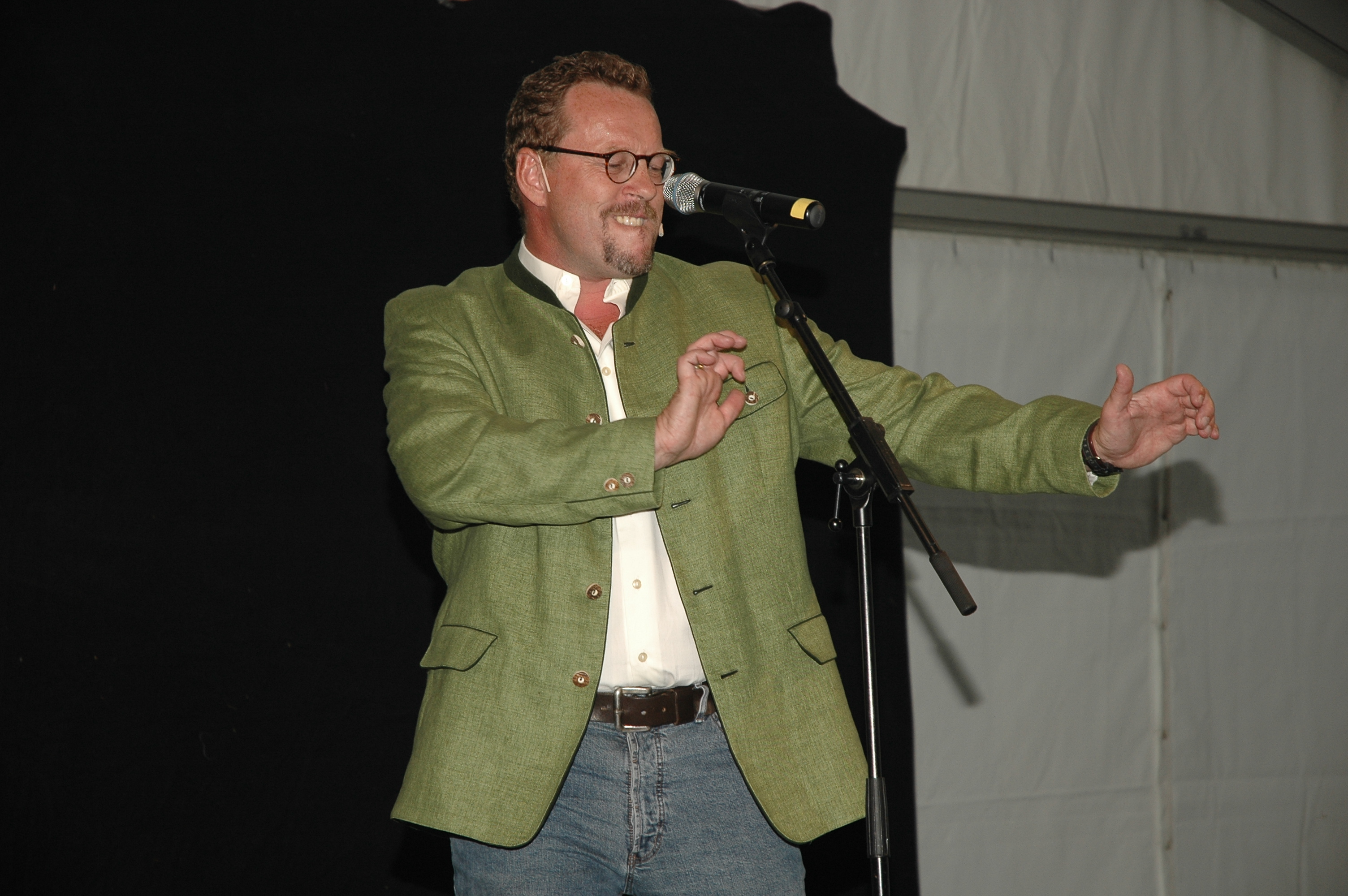
Herbert Steinböck (2007)

Herbert Steinböck (* 13. Februar 1958 in Wien) ist ein österreichischer Kabarettist und Schauspieler.

## Leben
Nach seiner Matura im Jahr 1976 studierte Herbert Steinböck Deutsch und Geschichte an der Universität Wien. Das Studium schloss er im Jahr 1983 mit dem Magister ab. Zwischen 1983 und 1993 unterrichtete Steinböck an verschiedenen Gymnasien in Wien. Im Jahr 1987 schloss er die  Schauspielschule des Wiener Volkstheaters ab.
Von Ende 1992 bis 2004 trat Steinböck gemeinsam mit Gerold Rudle im Duo Steinböck & Rudle auf. Im Jahr 2003 hatte er eine eigene Comedysendung („Montagskipferl“), die wöchentlich auf Premiere Austria lief.
Ab Herbst 2004 war er als Nachfolger von Michael Niavarani Conférencier im Kabarett Simpl.
Ab 2006 war er mit seinem ersten Soloprogramm „Steinböcks Bananensplitter“ zu sehen, 2010 folgte das zweite Soloprogramm „Steinböcks Bonanza“.
2007 gab es ein Da capo für einen ORF-Stegreifklassiker. Am 18. Dezember 1993 war die letzte Klappe für Die liebe Familie gefallen. 14 Jahre später kehrt die nächste Generation der Lafites zurück auf die Bildschirme. Bis Ende August 2007 stand die Impro-Comedyshow mit Herbert Steinböck als Sektionschef Herbert Lafite auf dem Programm.
Seit 2011 steht er mit Thomas M. Strobl auf der Bühne, das erste gemeinsame Programm hieß Tralala. Das zweite Programm Aramsamsam feierte 2015 Premiere.
Steinböck ist geschieden und hat eine Tochter.

## Programme
- 1993: Butterkipferl – mit Gerold Rudle
- 1994: Solo – mit Gerold Rudle
- 1996: Salzstangerl – mit Gerold Rudle
- 1997: Killerkipferl I – mit Gerold Rudle
- 1999: Killerkipferl II – mit Gerold Rudle
- 2003: Killerkipferl III – mit Gerold Rudle
- 2006: Steinböcks Bananensplitter
- 2010: Steinböcks Bonanza
- 2011: Tralala – mit Thomas M. Strobl
- 2015: Aramsamsam – mit Thomas M. Strobl
- 2018: Ätsch (Solo)

## Auszeichnungen
- 1999: Deutscher Kleinkunstförderpreis der Stadt Mainz
- 2000: Salzburger Stier 2000
- 2002: 22. ARD Radio Creativ Wettbewerb AWARD 2002